# 雜食半齧脂鯉
雜食半齧脂鯉，為輻鰭魚綱脂鯉目脂鯉亞目脂鯉科的其中一個種，分布於南美洲哥倫比亞San Rafael溪及Apia河流域，體長可達9公分，棲息在沙石底質及水質清澈的水域，生活習性不明。